# Király Péter (nyelvész)
Király Péter (Málca, 1917. november 22. – Budapest, 2015. február 24.) nyelvészprofesszor, szlavista, a nyelvtudományok doktora.

## Élete
Református lelkészi családban született. Testvérei voltak Király Tibor (1920–2021) jogtudós, Király Balázs (1923–?) tanár és Király Margit (1916–?). 1949-ben házasodott meg Csilléry Klára néprajzkutató, muzeológussal.
Prágában és Pozsonyban folytatta felsőfokú tanulmányait. 1941-ben diplomázott. 1955-től a nyelvtudományok kandidátusa, 1973-tól doktora. Az MTA Nyelvtudományi Intézetének igazgatóhelyettese, majd igazgatója volt. Hadrovics László akadémikus nyugállományba vonulása után 1974-1987 között vezette a Szláv Filológiai Tanszéket.
Elsősorban a szláv-magyar nyelvi kölcsönhatások kutatásával foglalkozott, de a Budai Egyetemi Nyomda kiadásában megjelent tankönyveket, a honfoglalás kor történeti forrásait is vizsgálta. 1989-től a Bolgár Tudományos Akadémia külső majd tiszteletbeli tagja volt. A Magyar-Bolgár Baráti Társaság alapító elnöke volt.
A Farkasréti temetőben nyugszik.

## Elismerései
- 2006 Eötvös József-koszorú

## Művei
1948-1985 között közel negyven tudományos közleménye látott napvilágot
- 1948 Chronologie des éléments hongrois dans la langue d’un village slovaque oriental. Études Slaves et Roumaines